# اورا (بوتان)
اورا (به لاتین: Ura) یک شهرک در بوتان (کشور) است که در Ura Gewog واقع شده‌است.